# Antivari
Antìvari, Antibari o Bar (in montenegrino Бар, Bar, in albanese Tivari, in greco Θηβάριον?, Thivàrion o Αντιβάριον, Antivàrion) è un comune del Montenegro, situato nella Dalmazia meridionale sulla costa adriatica.
Il capoluogo omonimo conta 17727 abitanti ed è il principale porto del Montenegro.

## Geografia fisica
Il comune di Antivari è situato lungo il confine costiero occidentale del Montenegro ed è bagnato dal mar Adriatico. Si trova a circa 53 km dalla capitale Podgorica. Ad est è ubicato il lago di Scutari, il più esteso dei Balcani. L'area naturale intorno al capoluogo è per lo più incontaminata e ricca di vegetazione.

## Storia

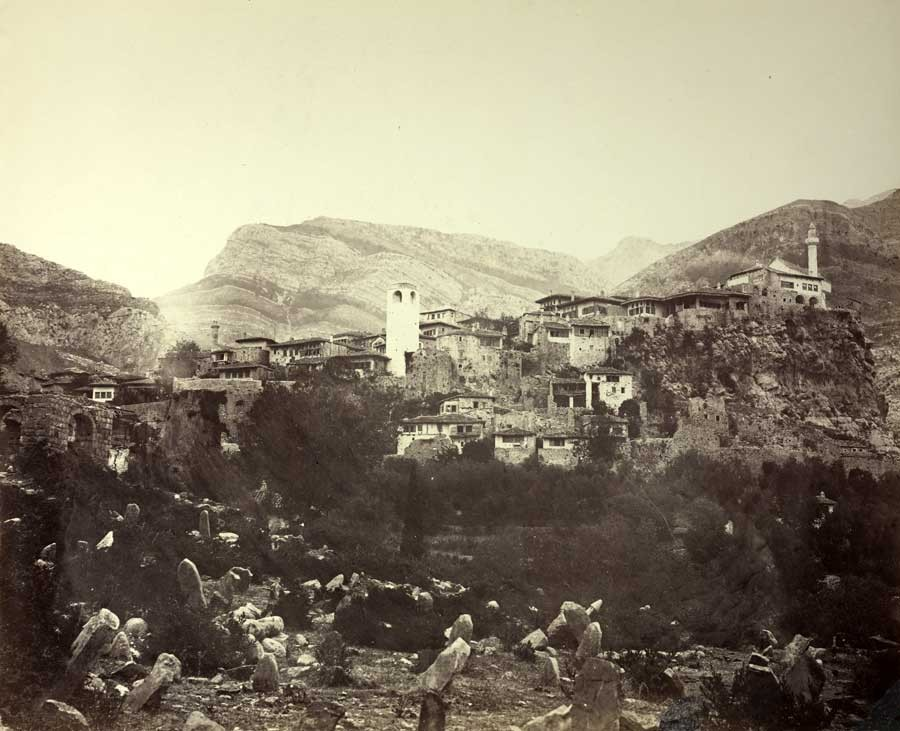
Antivari nel 1853

Siti archeologici risalenti al neolitico hanno confermato la presenza umana sin dalla preistoria. I resti risalenti all'epoca degli Illiri possono essere trovati in molte zone intorno alla città. Si presume che Antivari corrisponda all'antico castello romano Antipargal del VI secolo e il nome Antibarium è citato per la prima volta in un documento del X secolo.
Secondo un'altra interpretazione, il toponimo deriverebbe invece dalla sua posizione speculare rispetto alla città di Bari ("Antibarium", cioè "di fronte a Bari"); entrambe le località trarrebbero origine a loro volta da una radice pregreca significante "villaggio vicino all'acqua".
Durante l'epoca delle invasioni barbariche, nella cittadina si rifugiano i profughi latini, che riescono a scampare alla devastazione dell'interno dell'Illirico e vi conservano i propri costumi e la propria lingua, che evolverà in una varietà del dalmatico, per molti secoli ancora.
Anche se non si conosce esattamente l'anno in cui la città fu annessa per la prima volta al regno slavo di Doclea, si può pensare che questa avvenne nel IX secolo. Molti sovrani di Doclea hanno vissuto nella città, come ad esempio Mihailo I Vojislav o Constantin Bodin che fu incoronato nell'arcidiocesi di Antivari.
In questo periodo mentre Doclea era impegnata in conflitti contro i suoi stati confinanti, l'Impero Bizantino e lo "Stato meridionale degli slavi" di Samuele di Bulgaria, il più famoso regnante di Doclea, il principe Vladimir, aveva il suo trono a Krajina, vicino ad Antivari.
Papa Alessandro II aderì all'appello del protospatario Michele Bodin (Mihailo Prislavo), figlio del re Mihailo, e crea la diocesi di Antivari in Doclea. La nuova diocesi fu eretta solennemente nel Concilio di Melfi II (1º agosto-settembre 1067).
Per liberare lo Stato dalla pressione dei bizantini, il figlio di Stefan Dobroslav I Vojislav – il principe Mihailo, chiese ed ottenne la corona reale dal papa di Roma nel 1077, anno a partire dal quale gli storici fanno risalire l'indipendenza di Doclea dall'impero di Bisanzio.
L'impero bizantino governò ancora sulla città tra il 1166 e il 1183 quando fu sconfitto da Stefano Nemanja, che distrusse le città sulla costa dell'Adriatico, compresa Antivari, e unì il principato di Zeta a quello di Rascia. Dal 1443 al 1571 la regione fu sotto il controllo della Repubblica di Venezia. Nel 1571 la città fu catturata dagli ottomani, entrando a far parte dell'impero fino al 1878, quando passò al Principato del Montenegro per effetto del Trattato di Berlino.
L'art. 29 del Trattato di Berlino pose tuttavia significative limitazioni alla sovranità del nuovo Stato indipendente proprio con riguardo al suo maggiore porto: tra le varie disposizioni, Antivari sarebbe dovuta rimanere un porto meramente commerciale, con divieto d'ingresso in porto per qualunque imbarcazione da guerra, e la k.u.k. Kriegsmarine si riservò il diritto di polizia marittima lungo tutte le coste montenegrine. Nell'aprile 1909, per controbilanciare l'annessione della Bosnia ed Erzegovina da parte della duplice monarchia, le grandi potenze accordarono l'abrogazione di parti dello stesso articolo, mantenendo però per Antivari la natura di porto commerciale.
Dall'inizio del Novecento fino alla vigilia della prima guerra mondiale fu notevole l'influenza dell'Italia anche dovuta al fatto che Nicola I re del Montenegro era suocero del Re d'Italia. Gli Italiani costruirono la prima parte moderna del porto, ultimata nel 1909 e la ferrovia da Antivari a Virpazar di 41 km che avrebbe dovuto condurre a Podgorica, la principale città del Montenegro.
Il 30 agosto 1904 lo scienziato italiano Guglielmo Marconi effettuò un collegamento radio tra la città di Antivari e quella di Bari in Italia.
Nel 1905 si costituì a Cettigne la Compagnia di Antivari, una società anonima a capitale italiano, per la costruzione del porto di Antivari, della navigazione sul lago di Scutari e delle linee navali e ferroviarie per le comunicazioni interne e con l'estero del Principato del Montenegro.
Il 13 luglio 1941 la città si sollevò contro gli occupanti.

## Monumenti e luoghi d'interesse

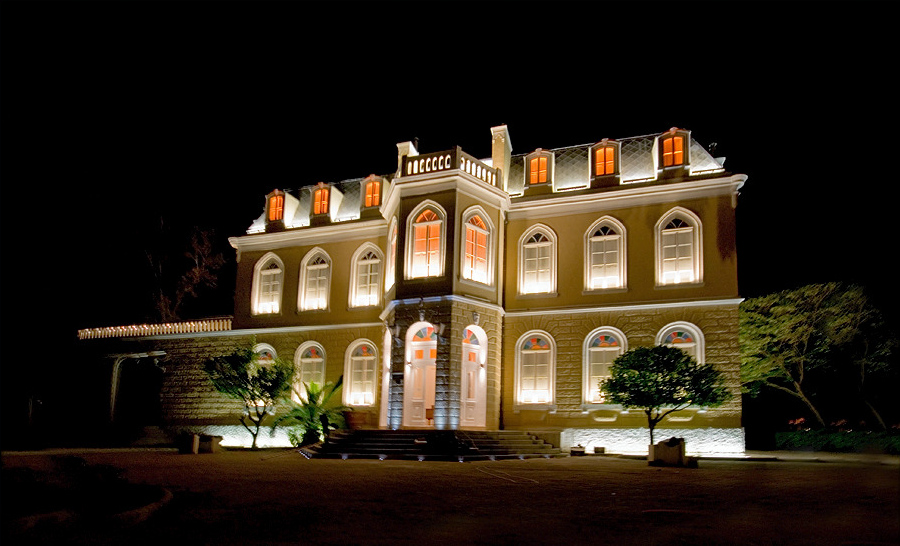
Palazzo di Re Nicola (1885)

## Società

### Evoluzione demografica
Antivari è il centro amministrativo dell'omonimo comune, che include anche la città di Sutomore e altri centri minori lungo la costa. Secondo il censimento del 2011 il comune contava 42.038 abitanti; il capoluogo 17.727.
Popolazione (città):
- 1981 - 6.742
- 1991 - 10.848
- 2003 - 13.719
- 2011 - 17.727

### Etnie e minoranze straniere
Dal censimento del 2011, risulta in maggioranza la comunità montenegrina con il 46,50% della popolazione del comune. La seconda comunità è quella serba con il 25,34%. Seguono, la comunità degli slavi di religione musulmana con il 7,70%, quella albanese con il 5,98% e quella bosniaca con il 5,12%.
È presente una piccolissima comunità italiana, il 0,02% della popolazione che fa parte della Comunità degli Italiani del Montenegro con sede a Cattaro.

## Geografia antropica

### Circoscrizioni e località
La municipalità (comune) di Antivari comprende 83 abitati o località raccolte in 12 circoscrizioni ("comunità locali" in montenegrino e serbo-croato: mjesna zajednica, pl. mjesne zajednice) simili alle circoscrizioni comunali italiane con i seguenti abitanti (località abitati):
| Circoscrizioni o Comunità locali                    | Abitati o località |
| --------------------------------------------------- | --- |
| Antivari I / Bar I / Tivar I: 17.727                | parte urbana della città |
| Antivari II / Bar II / Tivar II: 5.946              | Bortaiso o Burtaisi / Burtaiši: 3.013, Celuga o Celluga sul Risano / Čeluga: 1.404, parte di Rene, Poglie / Polje: 1.529 |
| Antivari III / Bar III / Tivar III: 1.560           | Casale Pervoborza / Zgrade Prvoborca: 518, parte di Bielisci o Pradamòs, Pradamosio / Bjeliši: 1.042, Socolana / Sokolana, Vecchia Ambulanta / Stara Ambulanta |
| Antivari IV / Bar IV / Tivar IV: 1.000              | Colle Achmetov / Ahmetov Brijeg, Colle Vuletich / Vuletića Brijeg, parte di Bielisci o Pradamòs, Pradamosio / Bjeliši, parte di Rene, Popovici / Popovići, Tersagni / Trsanj |
| Antivari V / Bar V / Tivar V: 733                   | Marovici / Marovići, Sant'Anastasia / Sustać o Sustaš: 434, Tugémile / Tuđemili: 154, Zopialla / Zupci: 145 |
| Antivari Vecchia / Stari Bar: 5.002                 | Antivari Vecchio / Stari Bar: 1.864, Baia Inferiore o Zaglievo Inferiore / Donje Zaljevo, Baia Superiore o Zaglievo Superiore / Gornje Zaljevo: 648, Bartola o La Bartola / Bartula: 355, Baucovo / Baukovo, Belveder / Belveder, Berbot / Brbot, Borgo Inferiore / Podgrad, Gretua / Gretva, Menche / Menke, Miculici / Mikulići: Cortiél / Veliki Mikulići, Selittiona / Mali Mikulići: 2, Podi / Podi: 156, Rapo / Rap, Poda Superiore / Gornja Poda, Poda Inferiore / Donja Poda, Turcini / Turčini: 6, Tomba o Contrada La Tomba / Tomba: 1.087, Vigna Spilaccia / Velembusi: 884                                                                                                |
| Zuccanegra / Šušanj: 2.212                          | Ilino / Ilino, Novo Pristan / Novi Pristan, Paladini / Paladini, Verde Cintura / Zeleni Pojas, Vitici / Vitići, Zarevici / Carevići, Zuccanegra / Šušanj: 2.212, Zucoterlizza / Zukotrlica |
| Spizza o Santa Maria degli Ospizi / Sutomore: 4.200 | Berza / Brca: 263, Bianca / Bjelila, Cai Necai / Haj-Nehaj, Ciagni / Čanj, Genginovici / Đenđinovići: 268, Giùrmani / Đurmani: 210, Gorelaz o Gorelazzo / Gorelac, Miglievizzi / Miljevci: 340, Miroscizza I / Mirošica I, Miroscizza II / Mirošica II, Missici / Mišići: 253, Papani / Papani: 175, Poberge / Pobrđe: 12, Riva Colonia Ferroviaria / Obala Željezničke Kolonije, Sosina / Sozina: 6, Rio Suvi / Suvi Potok, Spizza o Santa Maria degli Ospizi / Sutomore: 2.004, Spizzano / Zagrađe: 364, Turca / Turke, Zancovici / Zankovići: 305, Zelen / Zelen |
| Mercòvici / Mrko(je) vići: 3.209                    | Cugne / Kunje: 469, Dabesici / Dabezići: 146, Gherdovici / Grdovići: 188, Gorana Grande / Velja Gorana: 386, Gorana Piccola / Mala Gorana: 137, Peciurizze / Pečurice: 466, Scurta / Dobra Voda: 995, Pelincovici / Pelinkovići: 151, Villa Grande / Velje Selo: 271 |
| Cràina / Krajina: 2.151                             | Arbanes / Arbnež: 399, Boboviste / Bobovište: 230, Castagnizza / Koštanjica: 216, Gardovicchio / Grdovići: 188, Martici / Martići: 357, Ostros Grande / Veliki Ostros: 416, Ostros Piccolo / Mali Ostros: 148, Rugni / Runji, Sclà / Ckla: 104, Teiani / Tejani: 93 |
| Sèstani / Šestan: 417                               | Bapsugli / Bapsulj, Bessa / Besa: 67, Brisca Inferiore / Donja Briska: 46, Brisca Superiore / Gornja Briska: 20, Dedici / Dedići: 3, Dracevizza / Dračevica: 8, Giuravizzi / Đuravci: 11, Gurza / Gurza, Livari / Livari: 94, Luchici / Lukići, Marstiepovici / Marstijepovići, Murici Inferiore / Donji Murići: 125, Murici Superiore / Gornji Murići: 25, Pincici / Pinčići: 18, Sèstani / Šestan |
| Zermizza o Terranera / Crmnica: 1.580               | Berceli Superiore / Gornji Brčeli: 40, Berceli Inferiore / Donji Brčeli: 37, Bolievici / Boljevići: 204, Braceni / Braćeni: 19, Brieghe / Brijege: 6, Bucovico / Bukovik: 90, Caranichici / Karanikići: 5, Chergnizze / Krnjice: 26, Comarno / Komarno: 26, Cruscevizza / Kruševica: 1, Dupilo / Dupilo: 64, Gluchido / Gluhi Do: 176, Godigne / Godinje: 60, Limignana / Limljani: 133, Micovici / Mikovići, Maciughe / Mačuge: 6, Oracovo / Orahovo: 66, Ottocici / Ovtočići: 57, Popratinizza / Popratnica: 9, Ternovo / Trnovo: 18, Sabes / Zabes, Seoca / Seoca: 31, Sottonici / Sotonići: 112, Tomich o Tomici / Tomići: 20, Utergo / Utrg: 37, Viro o Virpasar / Virpazar: 337 |

## Economia
I maggiori simboli economici della città sono il porto (il più grande del Montenegro), la ferrovia per Belgrado e il tunnel chiamato Sozina.
Il moderno scalo del porto di Antivari (con circa 3.100 metri di banchine, 800 ettari di area portuale, un grande acquario, il terminale per i container), può ricaricare 5 milioni di tonnellate di prodotto.
Nel 1976 è entrata in funzione la ferrovia tra Belgrado ed Antivari, con notevoli ricadute turistiche per la città. Ha avvicinato l'Adriatico a molte zone continentali dell'Europa.
L'industria alimentare “Primorka” opera in città da oltre 50 anni, producendo olio d'oliva e succo di melograno.
Nell'area municipale sono stati contati oltre 95.000 alberi di olivo, oltre 80.000 di agrumi.
Il Centro di coltivazione subtropicale, fondato nel 1937, è l'istituzione scientifica più antica del Montenegro. Svolge ricerche nel campo della coltivazione e della protezione ambientale.

### Turismo
Oltre ad essere il maggior porto del Montenegro, Antivari e le sue vicinanze sono anche una della maggiori destinazioni turistiche del paese. Oggi Antivari è una città moderna, ricostruita quasi per intero dopo la seconda guerra mondiale, con edifici moderni, ampi vialoni e grandi parcheggi.
Anche se la città offre piccole spiagge rocciose, i turisti scelgono i centri minori dei dintorni, e tra queste Spizza con la sua bella e grande spiaggia sabbiosa.

## Infrastrutture e trasporti
Antivari è ben collegata con l'interno del Montenegro, come con la zona costiera del paese. Il tunnel Sozina, completato nel 2006, accorcia i collegamenti con Podgorica di circa 50 chilometri.
La città è collegata con le altre città costiere tramite linee marittime che si estendono anche alla Croazia. La stazione di Antivari è capolinea di una linea ferroviaria per Pogdorica e Belgrado.
L'aeroporto di Podgorica dista circa 40 km, e da lì partono voli regolari per Belgrado, Budapest, Zurigo, Francoforte, Lubiana, Parigi, Roma e Vienna.

## Sport

### Calcio
La squadra principale della città è il FK Mornar.